# 伊尔莎·卡舒贝
伊尔莎·卡舒贝（德語：Ilse Kaschube，1953年6月25日—），德国女子皮划艇运动员。她曾代表东德参加1972年夏季奥林匹克运动会皮划艇比赛，获得女子双人皮艇500米银牌。